# Polonais de Latgale
Les Polonais de Latgale sont un groupe ethnique de Polonais installé en Latgale (anciennement Inflanty, une province de la Pologne), une région de la Lettonie. 

## Statistiques
En tout, la minorité représente environ 2,5 % de la population de la Lettonie.
| Population avec une origine polonaise, | Population avec une origine polonaise, | Population avec une origine polonaise, | Population avec une origine polonaise, | Population avec une origine polonaise, | Population avec une origine polonaise, | Population avec une origine polonaise, | Population avec une origine polonaise, | Population avec une origine polonaise, | Population avec une origine polonaise, | Population avec une origine polonaise, | Population avec une origine polonaise, | Population avec une origine polonaise, |
| Recensement                            | 1897                                   | 1920                                   | 1930                                   | 1935                                   | 1959                                   | 1970                                   | 1979                                   | 1989                                   | 1996 est.                              | 2000                                   | 2005 est.                              | 2008 est.                              |
| -------------------------------------- | -------------------------------------- | -------------------------------------- | -------------------------------------- | -------------------------------------- | -------------------------------------- | -------------------------------------- | -------------------------------------- | -------------------------------------- | -------------------------------------- | -------------------------------------- | -------------------------------------- | -------------------------------------- |
| Population                             | 65 056                                 | 52 244                                 | 59 400                                 | 48 637                                 | 59 800                                 | 63 000                                 | 62 700                                 | 60 416                                 | 63 400                                 | 59 505                                 | 56 511                                 | 54 024                                 |
| Pourcentage                            | 3,4 %                                  | 3,3 %                                  | 3,1 %                                  | 2,6 %                                  | 2,9 %                                  | 2,7 %                                  | 2,5 %                                  | 2,3 %                                  | 2,6 %                                  | 2,5 %                                  | 2,5 %                                  | 2,4 %                                  |

## Répartition (recensement de 2000)

### Répartition par rajons

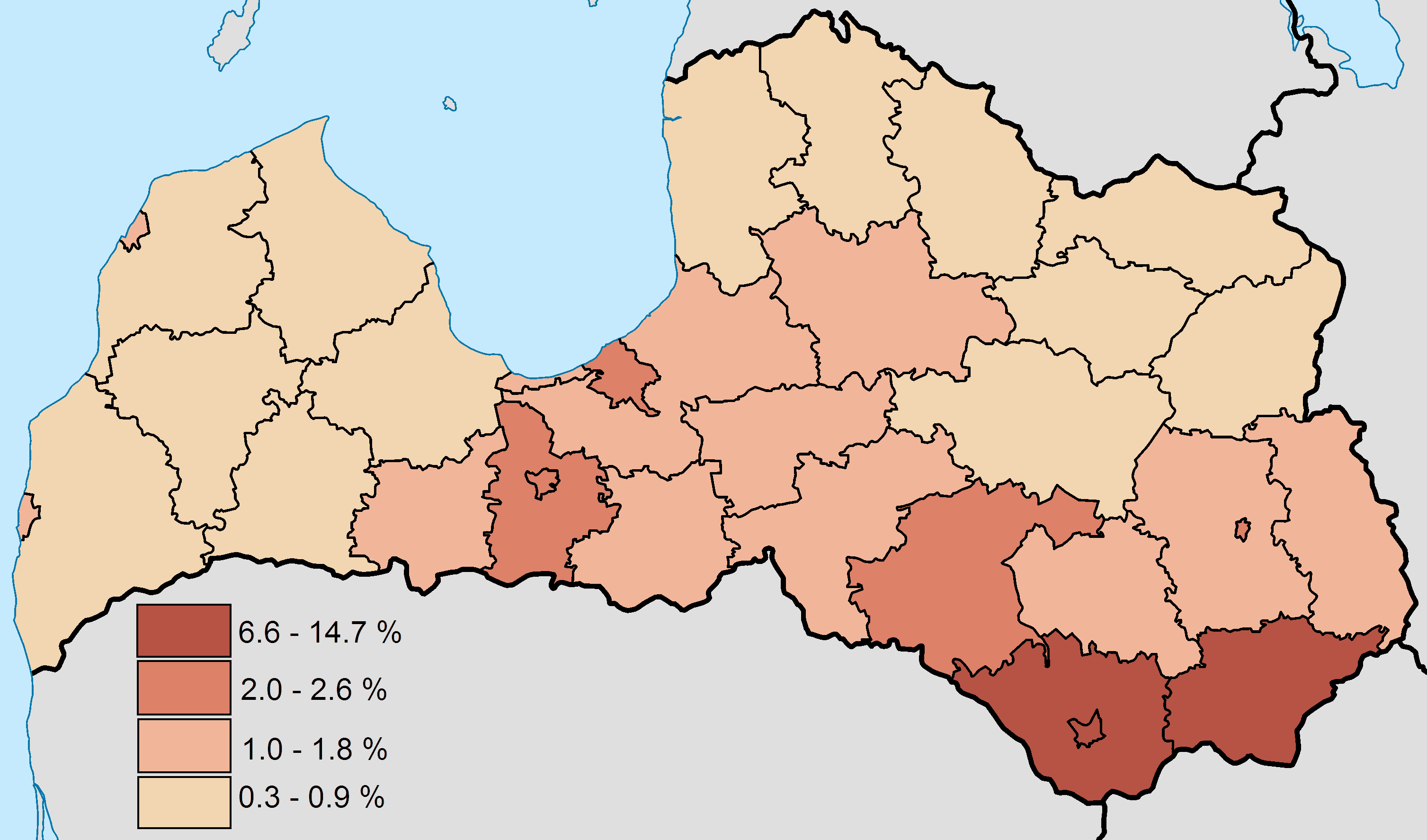
Pourcentage de Polonais en Lettonie, 2008.

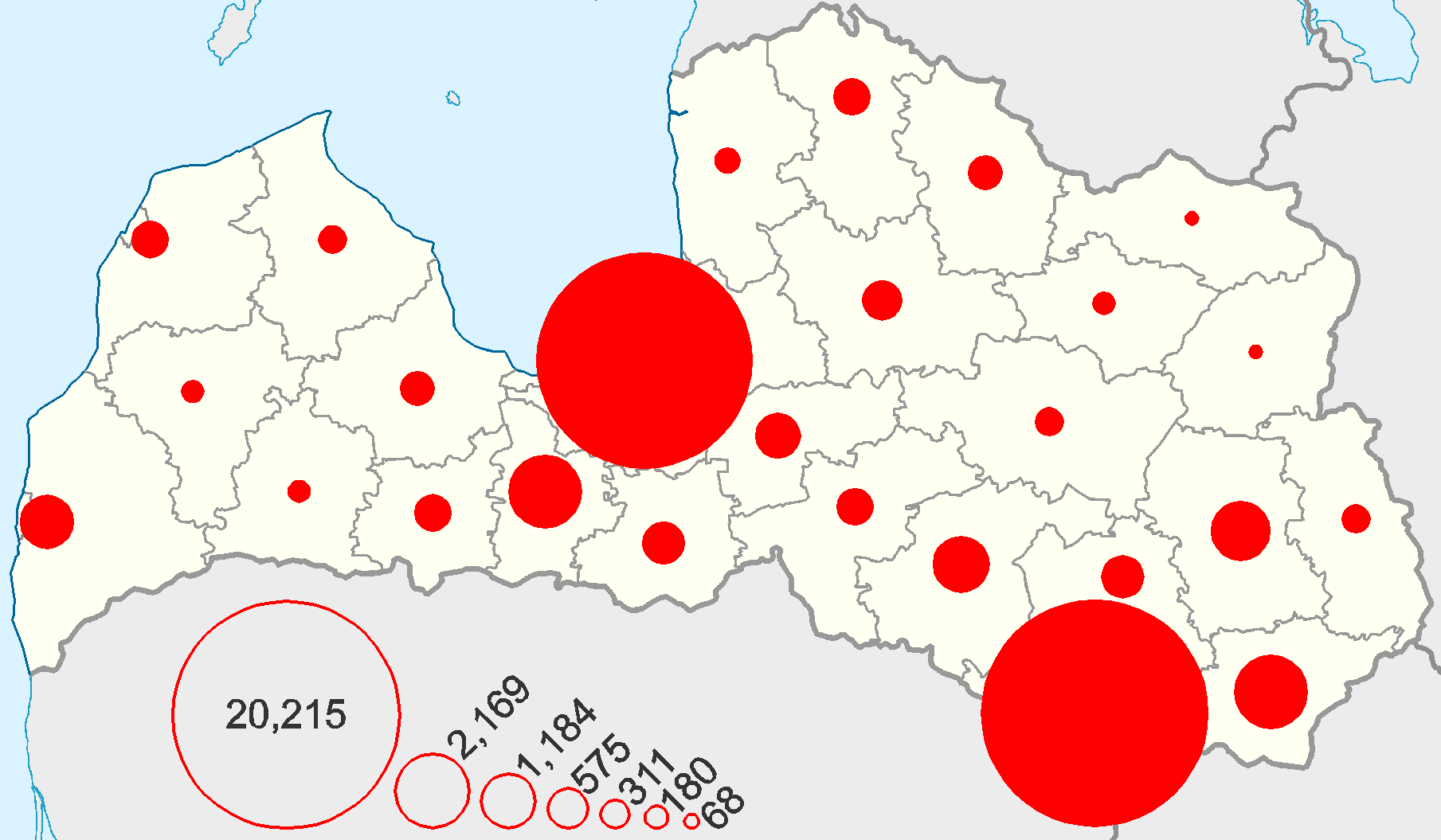
Localisation des Polonais par nombre (2008, Districts et Lielpilseta inclus).

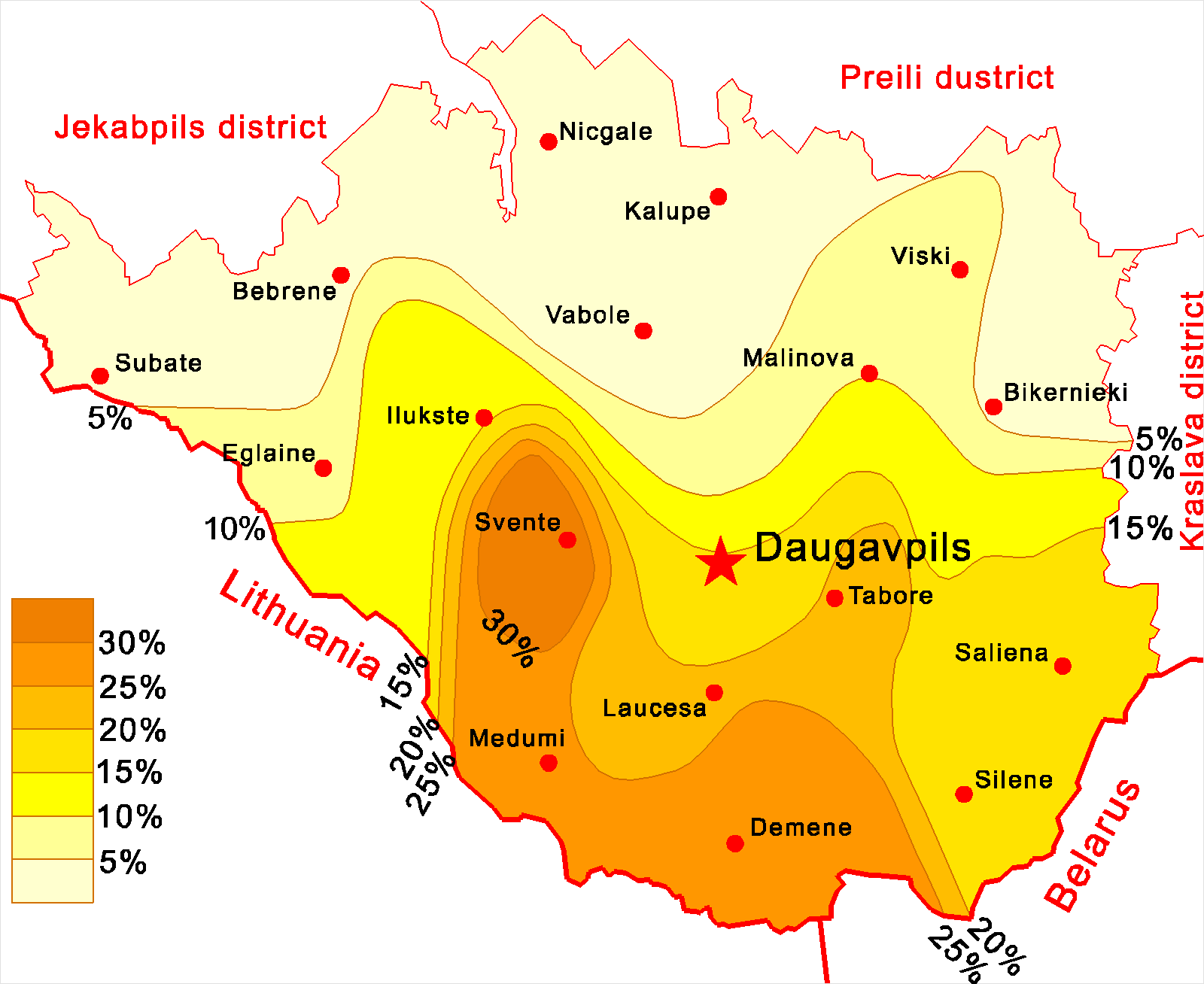
Pourcentage de Polonais dans le Rajon de Daugavpils (2006).

| Localisation des Polonais (en gras>2.0% en 2008) | Localisation des Polonais (en gras>2.0% en 2008) | Localisation des Polonais (en gras>2.0% en 2008) | Localisation des Polonais (en gras>2.0% en 2008) | Localisation des Polonais (en gras>2.0% en 2008) | Localisation des Polonais (en gras>2.0% en 2008) | Localisation des Polonais (en gras>2.0% en 2008) | Localisation des Polonais (en gras>2.0% en 2008) | Localisation des Polonais (en gras>2.0% en 2008) |
| Recensement                                      | 1989 census                                      | 1989 census                                      | 2000 census                                      | 2000 census                                      | 2005 est.                                        | 2005 est.                                        | 2008 est.                                        | 2008 est.                                        |
| Recensement                                      | population                                       | %                                                | population                                       | %                                                | population                                       | %                                                | population                                       | %                                                |
| ------------------------------------------------ | ------------------------------------------------ | ------------------------------------------------ | ------------------------------------------------ | ------------------------------------------------ | ------------------------------------------------ | ------------------------------------------------ | ------------------------------------------------ | ------------------------------------------------ |
| Aizkraukles rajons                               | 590                                              | 1,3                                              | 608                                              | 1,4                                              | 572                                              | 1,4                                              | 537                                              | 1,3                                              |
| Alūksnes rajons                                  | 99                                               | 0,3                                              | 84                                               | 0,3                                              | 73                                               | 0,3                                              | 71                                               | 0,3                                              |
| Balvu rajons                                     | 102                                              | 0,3                                              | 101                                              | 0,3                                              | 85                                               | 0,3                                              | 87                                               | 0,3                                              |
| Bauskas rajons                                   | 840                                              | 1,5                                              | 827                                              | 1,6                                              | 774                                              | 1,5                                              | 740                                              | 1,5                                              |
| Cēsu rajons                                      | 704                                              | 1,1                                              | 640                                              | 1,0                                              | 594                                              | 1,0                                              | 575                                              | 1,0                                              |
| Daugavpils rajons                                | 5 294                                            | 11,2                                             | 5 068                                            | 11,9                                             | 4 912                                            | 12,1                                             | 4 609                                            | 11,9                                             |
| Daugavpils                                       | 16 338                                           | 13,1                                             | 17 209                                           | 14,9                                             | 16 395                                           | 14,9                                             | 15 606                                           | 14,7                                             |
| Dobeles rajons                                   | 759                                              | 1,7                                              | 649                                              | 1,6                                              | 579                                              | 1,5                                              | 545                                              | 1,4                                              |
| Gulbenes rajons                                  | 222                                              | 0,7                                              | 227                                              | 0,8                                              | 208                                              | 0,8                                              | 194                                              | 0,7                                              |
| Jēkabpils rajons                                 | 1 309                                            | 2,1                                              | 1 368                                            | 2,4                                              | 1 269                                            | 2,4                                              | 1 203                                            | 2,3                                              |
| Jelgavas rajons                                  | 926                                              | 2,4                                              | 856                                              | 2,3                                              | 845                                              | 2,3                                              | 810                                              | 2,2                                              |
| Jelgava                                          | 1 274                                            | 1,7                                              | 1 312                                            | 2,1                                              | 1 336                                            | 2,0                                              | 1 307                                            | 2,0                                              |
| Jūrmala                                          | 905                                              | 1,5                                              | 932                                              | 1,7                                              | 937                                              | 1,7                                              | 926                                              | 1,7                                              |
| Kraslavas rajons                                 | 2 499                                            | 6,0                                              | 2 441                                            | 6,6                                              | 2 286                                            | 6,6                                              | 2 169                                            | 6,6                                              |
| Kuldīgas rajons                                  | 252                                              | 0,6                                              | 205                                              | 0,5                                              | 185                                              | 0,5                                              | 180                                              | 0,5                                              |
| Liepajas rajons                                  | 276                                              | 0,5                                              | 197                                              | 0,4                                              | 188                                              | 0,4                                              | 183                                              | 0,4                                              |
| Liepāja                                          | 1 298                                            | 1,1                                              | 1 120                                            | 1,3                                              | 1 054                                            | 1,2                                              | 1 001                                            | 1,2                                              |
| Limbažu rajons                                   | 325                                              | 0,8                                              | 343                                              | 0,9                                              | 304                                              | 0,8                                              | 277                                              | 0,7                                              |
| Ludzas rajons                                    | 362                                              | 0,9                                              | 376                                              | 1,1                                              | 350                                              | 1,1                                              | 316                                              | 1,0                                              |
| Madonas rajons                                   | 442                                              | 0,9                                              | 388                                              | 0,8                                              | 338                                              | 0,8                                              | 311                                              | 0,7                                              |
| Ogres rajons                                     | 975                                              | 1,5                                              | 894                                              | 1,4                                              | 858                                              | 1,4                                              | 837                                              | 1,3                                              |
| Preilu rajons                                    | 888                                              | 1,9                                              | 791                                              | 1,9                                              | 704                                              | 1,8                                              | 664                                              | 1,8                                              |
| Rezeknes rajons                                  | 597                                              | 1,4                                              | 533                                              | 1,2                                              | 522                                              | 1.3                                              | 499                                              | 1.3                                              |
| Rēzekne                                          | 1 166                                            | 2,7                                              | 1 056                                            | 2,7                                              | 1 002                                            | 2,7                                              | 928                                              | 2,6                                              |
| Rigas rajons                                     | 2 533                                            | 1,7                                              | 2 685                                            | 1,9                                              | 2 637                                            | 1,7                                              | 2,734                                            | 1,6                                              |
| Riga                                             | 16 653                                           | 1,8                                              | 15 980                                           | 2,1                                              | 15 094                                           | 2,1                                              | 14 456                                           | 2,0                                              |
| Saldus rajons                                    | 296                                              | 0,7                                              | 240                                              | 0,6                                              | 202                                              | 0,5                                              | 194                                              | 0,5                                              |
| Talsu rajons                                     | 364                                              | 0,7                                              | 329                                              | 0,7                                              | 306                                              | 0,6                                              | 286                                              | 0,6                                              |
| Tukuma rajons                                    | 601                                              | 1,0                                              | 555                                              | 1,0                                              | 518                                              | 0,9                                              | 484                                              | 0,9                                              |
| Valkas rajons                                    | 328                                              | 0,9                                              | 295                                              | 0,9                                              | 251                                              | 0,8                                              | 228                                              | 0,7                                              |
| Valmieras rajons                                 | 586                                              | 0,9                                              | 594                                              | 1,0                                              | 533                                              | 0,9                                              | 507                                              | 0,9                                              |
| Ventspils rajons                                 | 97                                               | 0,6                                              | 77                                               | 0,5                                              | 73                                               | 0,5                                              | 68                                               | 0,5                                              |
| Ventspils                                        | 516                                              | 1,0                                              | 525                                              | 1,2                                              | 527                                              | 1,2                                              | 492                                              | 1,1                                              |

### Villes avec des populations significatives (>1000)
- Daugavpils : 17 200 (14 %).
- Riga : 16 000 (2 %).
- Jelgava : 1 312 (2,1 %).
- Krāslava : 1 187 (10,4 %).
- Rezekne : 1 056 (2,7 %).
- Liepaja : 1 120 (1,3 %).

### Paroisses avec un pourcentage >10%
• Rajon de Daugavpils :
- Svente :  473 (33,3 % de la pop.).
- Demenes : 556 (26,5 %).
- Medumi : 298 (23,5 %).
- Tabores : 223 (21,1 %).
- Laucesas : 351 (21 %).
- Saliena : 177 (19,1 %).
- Kalkūnos : 510 (18,6 %).
- Skrudalienas : 291 (16,6 %).
- Ilūkste : 474 (15,9 %).
- Vecsalienas : 130 (15,7 %).
- Daugavpils : 17 000 (14 %).
- Šēderes : 166 (12,6 %).
- Naujenes : 650 (10,2 %).

• Rajon de Kraslava :
- Kaplavas : 189 (22,4 %).
- Krāslava : 1 187 (10,4 %).

## Histoire
La Latgale fut occupée par la Pologne de 1581 (fin de la Guerre de Livonie, 1558 - 1581) à 1772 (premier partage de la Pologne) et ce fut la seule province de l'ancienne Livonie qui fut conservée après la fin de la guerre entre la Suède et la Pologne en 1629.
À cette époque, la majorité de la noblesse et du clergé était polonais et ils eurent la même situation que les Germano-baltes établis en Courlande. Mais à l'inverse, la majorité des Polonais de Latgale serait selon toute vraisemblance des Lettons et des Biélorusses polonisés car il n'y a pas vraiment eu de politique de colonisation massive par des immigrés polonais durant ces 180 ans d'occupations.
En 1772, la Latgale est annexée par l'Empire russe et elle se révolte, comme les Polonais et les Lituaniens, contre l'autoritarisme politique et la politique de russification des empereurs Nicolas Ier et Alexandre II (1830 et 1861). Comme représailles, l'alphabet latin est interdit de 1864 à 1904 et le russe devient la langue de l'administration.
La Latgale est intégré à la Lettonie en 1918 alors en pleine guerre civile entre indépendantistes, pro-allemands et bolcheviques.
Dans les années 1930, près de 20 000 ouvriers polonais s'installèrent en Lettonie, qui connaissait alors une grande prospérité économique, malgré la crise de 1929 qui touchait fortement la Pologne.

## Culture
Seuls 20 % des polonais parlent le polonais mais il y a depuis la chute de l'URSS un certain renouveau pour cette langue (certaines écoles sont bilingues et il existe des associations qui publient des magazines dans cette langue). 